# Thomas Arslan
Thomas Arslan (Braunschweig, 16 de juliol de 1962) és un director de cinema turcoalemany.
Nascut a Alemanya de pare turc i mare alemanya, Arslan pertany a la primera generació dels cineastes de l'Escola de Berlín. Va fer moltes pel·lícules com a càmera, director, productor, i guionista. La primera vegada que va cridar l'atenció del públic amb una trilogia de la pel·lícula que gira entorn de la vida quotidiana dels berlinesos d'ascendència turca. La segona pel·lícula d'aquesta sèrie es va presentar a la secció Fòrum de la Berlinale el 1999, i va guanyar els premis de la FIPRESCI i del Jurat Ecumènic.

## Pel·lícules
- 1994: Mach die Musik leiser
- 1994: Deutschländer
- 1995: Mädchen am Ball
- 1997: Geschwister – Kardeşler
- 1998: Tigerstreifenbaby wartet auf Tarzan
- 1999: Dealer
- 2001: Der schöne Tag
- 2006: Aus der Ferne
- 2007: Ferien
- 2010: Im Schatten
- 2013: Gold